# Mandeure
Mandeure – miejscowość i gmina we Francji, w regionie Burgundia-Franche-Comté, w departamencie Doubs.
Według danych na rok 1990 gminę zamieszkiwały 5402 osoby, a gęstość zaludnienia wynosiła 357 osób/km² (wśród 1786 gmin Franche-Comté Mandeure plasuje się na 23. miejscu pod względem liczby ludności, natomiast pod względem powierzchni na miejscu 205.).